# HSC 2000 Cobourg
Le Handballspielgemeinschaft 2000 Coburg e.V. ou plus communément le HSG 2000 Coburg est un club allemand de handball, situé à Cobourg en Bavière.
Le club évolue lors de la saison 2023-2024, en 2.Bundesliga.

## Histoire
Le HSC 2000 Coburg e.V. a été fondé en 2000, à l'issue de la fusion entre le HSG Coburg et le TV Neuses, le HSG Coburg qui résultait d'une fusion entre le TV Ketschendorf et le TV 48 Coburg huit ans plus tôt, soit en 1992.

## Bilan par saison
| Saison  | Division               | Classement | Coupe           |
| ------- | ---------------------- | ---------- | --------------- |
| 2000/01 | Oberliga Bavière (4)   | 2e         | N.Q.            |
| 2001/02 | Oberliga Bavière (4)   | 1er        | N.Q.            |
| 2002/03 | Regionalliga Mitte (3) | 11e        | N.Q.            |
| 2003/04 | Regionalliga Mitte (3) | 6e         | N.Q.            |
| 2004/05 | Regionalliga Mitte (3) | 3e         | 2e tour         |
| 2005/06 | Regionalliga Süd (3)   | 5e         | 1er tour        |
| 2006/07 | Regionalliga Süd (3)   | 1er        | 1er tour        |
| 2007/08 | 2. Bundesliga Sud      | 4e         | 2e tour         |
| 2008/09 | 2. Bundesliga Sud      | 15e        | 1/8 de finale   |
| 2009/10 | 2. Bundesliga Sud      | 17e        | 1er tour        |
| 2010/11 | 2. Bundesliga Sud      | 12e        | 1er tour        |
| 2011/12 | 3. Bundesliga Est      | 5e         | 2e tour         |
| 2012/13 | 3. Bundesliga Est      | 3e         | 1er tour        |
| 2013/14 | 3. Bundesliga Sud      | 1er        | N.Q.            |
| 2014/15 | 2. Bundesliga          | 8e         | N.Q.            |
| 2015/16 | 2. Bundesliga          | 3e         | 1/8 de finale   |
| 2016/17 | 1. Bundesliga          | 18e        | 1er tour        |
| 2017/18 | 2. Bundesliga          | 4e         | 1er tour        |
| 2018/19 | 2. Bundesliga          | 3e         | 1er tour        |
| 2019/20 | 2. Bundesliga          | 1re        | 1er tour        |
| 2020/21 | 1. Bundesliga          | 18e        | édition annulée |

## Personnalités liées au club
Parmi les personnalités ayant évolué au club, on trouve :
- Micke Brasseleur : joueur de 2015 à 2016
- Christian Caillat (de) : joueur de 2009 à 2010
- Hrvoje Horvat : entraîneur de 2005 à février 2009 et de 2011 à 2013
- Petr Linhart : joueur de 2017 à 2020

## Historique du logo

Ancien logo
Logo actuel.

## Équipementiers
| Période           | Équipementier | Réf.  |
| ----------------- | ------------- | ----- |
| ? – 2017/05       | Hummel        | [ 1 ] |
| 2017/05 – 2021/07 | Erima         | [ 2 ] |
| 2021/07 –         | Joma          | [ 3 ] |